# Wannenbach (Ruhr)
Der Wannenbach ist ein etwa 6,6 km langer, orografisch rechter Nebenfluss der Ruhr in Witten an der Ruhr. In der Industriegeschichte der Ruhrgebietsstadt nimmt der Bach eine wichtige Rolle ein.

## Verlauf

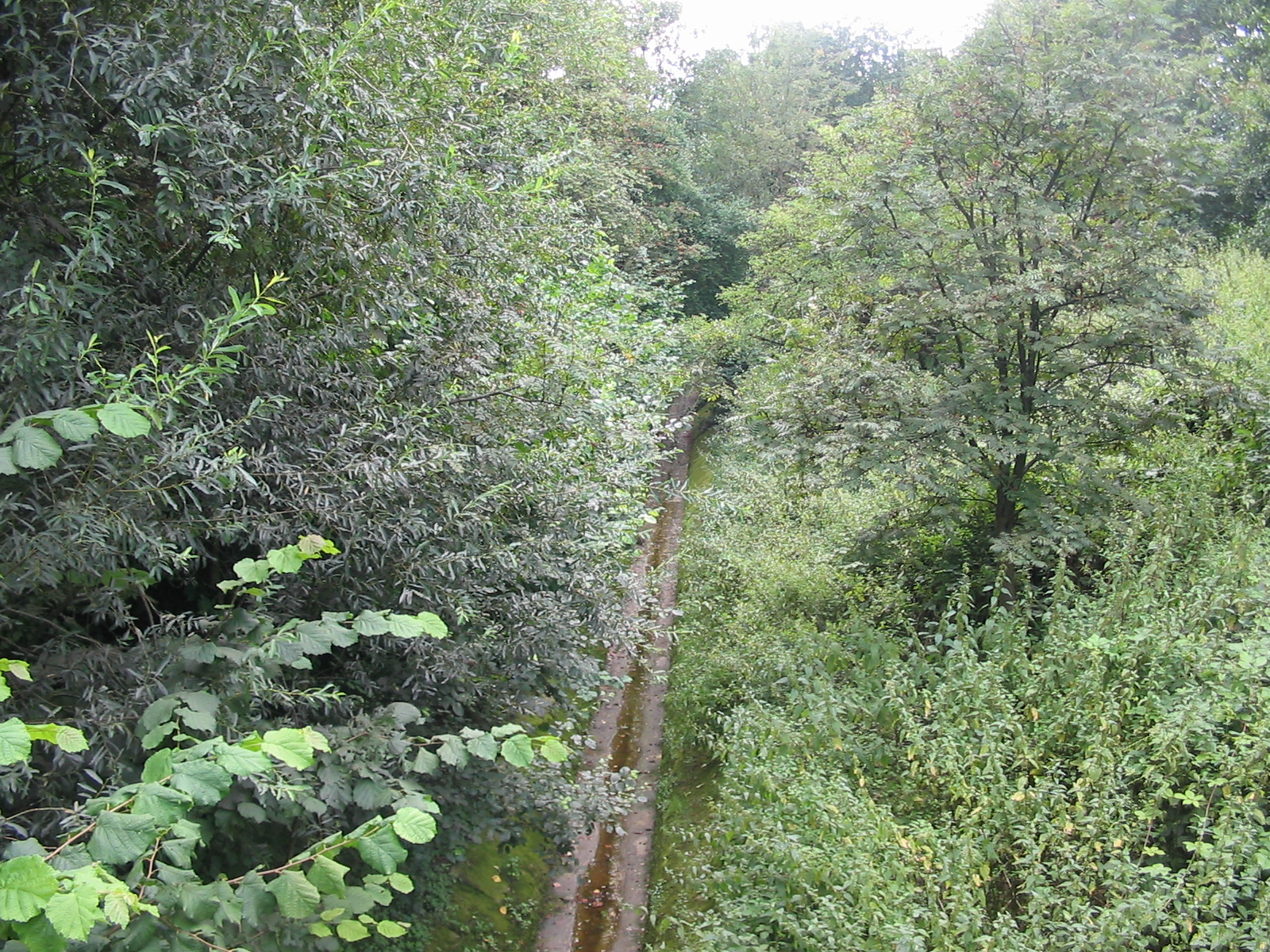
Pferdebach in der Nähe der Universität Witten/Herdecke

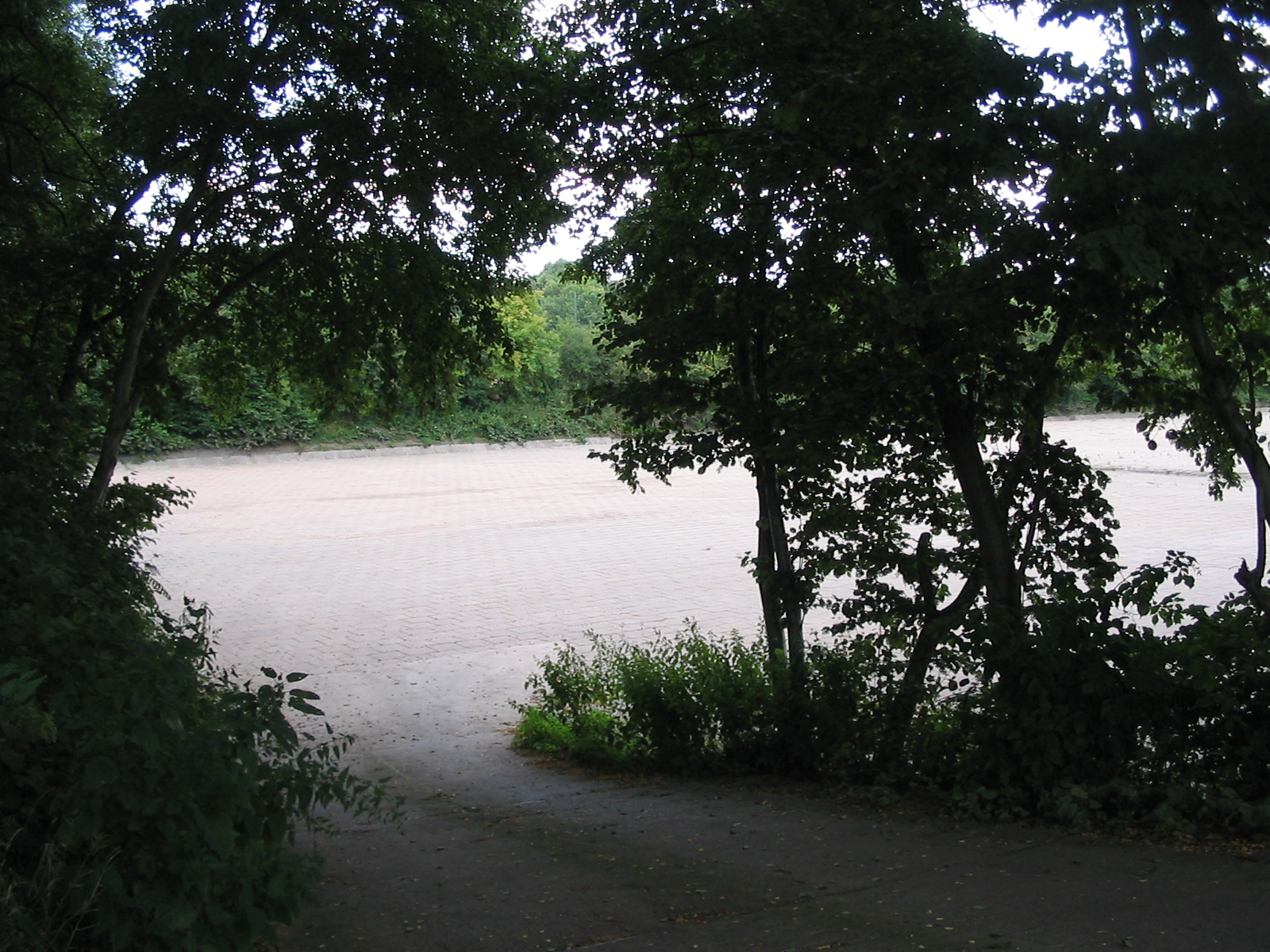
Rückhaltebecken

Der Wannenbach entspringt in Wullen als Pferdebach. Dort verläuft er in weiten Teilen verrohrt unter der Erdoberfläche, lediglich südlich der Universität Witten/Herdecke ist der Bach in einem kurzen Abschnitt offengelegt. Bis Ende der 1960er Jahre noch floss der Pferdebach von der Quelle im Hummelbeck/Wullen in seinem offenen natürlichem Bett, bis zur Verrohrung ab etwa dem ehemaligen Sportplatz an der Pferdebachstraße, Höhe Einmündung der Straße Bebelsdorf. Ab der Quelle, nach der Unterquerung der Straße Im Hummelbeck, folgte der Pferdebach in einem Tal liegend dem Verlauf der alten Straße Im Wullen. Diese unterquerte er an der Einfahrt zur ehemaligen Wullenstraße 151, dem Standort der damaligen Wullener Dampfziegelei. Östlich von hier verlief er, das abfallende, damals landwirtschaftlich genutzte Gelände ungefähr mittig teilend, zwischen Ziegelei und Pferdebachstraße. In Höhe der Siedlung Dirschauer Straße befindet sich ein Regenrückhaltebecken. Von dort aus fließt das Wasser eine kurze Strecke in einem mit Betonsohlen ausgelegten Bachbett, bis es vor der Pferdebachstraße erneut in dem Rohrsystem verschwindet. Gegenüber dem Marienhospital an der oberen Hauptstraße gab es früher ein Lokal mit Namen Perdstränke. Hier sollen in alten Zeiten, als der Bach noch offen lief,  die Pferde der Postkutsche getränkt und getauscht worden sein. Von seinem Weg von Wullen aus kommend, verläuft die Verrohrung des Bachs quasi parallel zur Eisenbahnstrecke Witten-Dortmund. Erst im Hevener Ortsteil Wannen tritt der Bach wieder an die Erdoberfläche, allerdings fließt er wiederum größtenteils in einem Betonbett. Er ist in den 1980er und 1990er Jahren jedoch behutsam renaturiert worden.
Kurz vor der Mündung fließt er auch über das Gelände des Gussstahl-Werks Witten. Vorbei an dem 2007 neu gebauten Pumpwerk Witten-Wannenbach am Ruhrdeich verläuft der Bach parallel zur Herbeder Straße, bis er in die Ruhr einmündet. Bei Starkregen kann das Pumpwerk bis zu 21 m³ pro Sekunde in den Wannenbach entlasten, deshalb wurden am Bachlauf zusätzliche Hochwasserschutzmaßnahmen ergriffen.

## Der Wannenbach in der Wittener Industriegeschichte
Bereits im Jahr 1263 betrieben die Herren von Witten am Wannenbach eine Mühle. 1724 erbaute der Remscheider Fabrikant Peter Lange am Wannenbach ein Hammerwerk, das bis 1902 zu den wichtigsten seiner Art in der Ruhrregion gehörte. 1902 wurde es geschlossen.